# Estados Unidos nos Jogos Olímpicos de Inverno de 1956

Os Estados Unidos competiram nos Jogos Olímpicos de Inverno de 1956 em Cortina d'Ampezzo,Itália.